# Yusuke Kodama
Yusuke Kodama (児玉ユースケ, Kodama Yūsuke), né le 22 avril 1987 à Tsuyama, est un catcheur japonais connu pour ses matchs à la Wrestle-1.

## Carrière

### Wrestle-1 (2014-...)
Le 6 juillet 2014, Tajiri et lui battent Ethan Carter III et Rockstar Spud,.
Le 1er juillet 2016, il retourne à la Wrestle-1. Le 11 août, il bat Kotarō Suzuki et remporte le Wrestle-1 Cruiser Division Championship. Le 9 décembre, il perd le titre contre Mazada.
Le 22 février 2017, lui, Daiki Inaba et Kohei Fujimura battent Shūji Kondō, Manabu Soya et Nosawa Rongai et remportent les vacants UWA World Trios Championship. Le 9 avril, ils perdent les titres contre TriggeR (Masayuki Kōno et Shūji Kondō) et Kaz Hayashi.
Le 13 juin 2018, il bat Seiki Yoshioka et remporte le Wrestle-1 Cruiser Division Championship pour la deuxième fois.
Le 1er août, Shotaro Ashino et lui battent Shūji Kondō et Manabu Soya et remportent les Wrestle-1 Tag Team Championship, alors vacants.
Lors de Wrestle Wars 2020, ils perdent les titres contre Koji Doi et Daiki Inaba.

### All Japan Pro Wrestling (2020-...)
Le 30 juin, il perd contre Koji Iwamoto et ne devient pas Challenger N°1 pour le AJPW World Junior Heavyweight Championship.
Le 23 février 2021, lui et les autres membres de Enfants Terribles virent Shotaro Ashino du groupe, à la suite d'un désaccord entre ce dernier et Omori et le remplace par Jake Lee qui devient le nouveau leader du groupe après avoir trahi son coéquipier Koji Iwamoto,. Ils sont ensuite rejoint par TAIJIRI et le clan prend le nouveau nom de Total Eclipse.
Le 26 juin, Hokuto Omori, Tajiri et lui battent Black Menso～re, Carbell Ito et Takao Omori et remportent les AJPW TV Six Man Tag Team Championship,. Le 22 juillet, ils perdent les titres contre Yoshitatsu, Seigo Tachibana et Carbell Ito.
Le 2 janvier 2022, lui et Hokuto Omori battent Strong Hearts (T-Hawk et El Lindaman) pour remporter les AJPW All Asia Tag Team Championship.

## Prises de finition et prises favorites
- Prise de finition
  - Mad Splash (Frog Splash)

- Prise de signature
  - Superkick

- Équipes et clans
  - NEW ERA
  - Enfants Terribles
  - Total Eclipse
  - Gungnir of Anarchy

## Palmarès
- All Japan Pro Wrestling
  - 1 fois AJPW TV Six Man Tag Team Championship avec Hokuto Omori et Tajiri
  - 2 fois AJPW All Asia Tag Team Championship avec Hokuto Omori (1) et Masao Hanahata (1)
  - Jr. Tag Battle of Glory (2021) avec Hokuto Omori

- Tenryu Project
  - 1 fois Tenryu Project Six Man Tag Team Championship avec Kuma Arashi et Masayuki Kōno (actuel)

- Wrestle-1
  - 2 fois Wrestle-1 Cruiser Division Championship
  - 1 fois Wrestle-1 Tag Team Championship avec Shotaro Ashino
  - 2 fois UWA World Trios Championship avec Daiki Inaba et Kohei Fujimura (1) et avec Seigo Tachibana et Shotaro Ashino (1)